# Zeit der Helden
Zeit der Helden ist eine neunteilige Echtzeit-Fernsehserie aus dem Jahr 2013. Sie thematisiert den Jugendwahn und die Schwierigkeit erwachsen und älter zu werden am Leben der Familie Brunner und ihrer Freunde. Die Erstausstrahlung erfolgte vom 25. bis 29. März 2013 auf Arte und im SWR Fernsehen.

## Handlung
Die Serie handelt zum einen von einer durchschnittlichen deutschen Familie, zu der der 46-jährige Elektroinstallateur Arndt, seine 45-jährige Frau Mai, der gemeinsame 15-jährige Sohn Ben und Mais 18-jährige Tochter Paulina – von allen nur Pauli genannt – zählen. Die Familie befindet sich im Umbruch, da die Kinder ausziehen und ihre eigenen Wege gehen wollen. Die neu gewonnene Freiheit gibt den Eltern viel Zeit, ihre Vergangenheit zu reflektieren und sich mit ihrer Zukunft auseinanderzusetzen.
Auch die Nachbarn, der selbstständige 43-jährige Lichtgestalter Gregor und die 43-jährige Sandra, leitende Managerin bei einem großen Spielzeughersteller, stehen in der Mitte ihres Lebens und fragen sich, was sie bereits erreicht haben und wie ihr Leben weitergehen soll. Sie verbringen viel Zeit mit dem gemeinsamen 43-jährigen Freund Christoph, der das kinderlose Ehepaar als eine Art Ersatzfamilie betrachtet. Gemeinsam haben sie schon viele Skiurlaube, Partys und exklusive Wochenenden verbracht. Über die Osterferien fahren die drei zusammen in den Urlaub, in den Christoph als Begleitung die Studentin Katharina, die für einen Escort-Service arbeitet, mitnimmt.

## Hintergrund
Zeit der Helden war Herzstück der Programmwoche „40+ Jetzt oder nie! Fünf Tage Midlife und andere Katastrophen“ des SWR, die vom 25. bis 29. März 2013 das Phänomen Midlife Crisis aus unterschiedlichen Blickwinkeln beleuchtete. Die Redaktion lag bei Martina Zöllner und Ulrich Herrmann (SWR) sowie Andreas Schreitmüller und Kornelia Theune (Arte).
Die Fernsehserie spielt in Echtzeit, das heißt Erzählzeit und erzählte Zeit stimmen im Rahmen einer „Echtzeit-Fiktion“ überein. Zudem gibt es über den Tag verteilt im laufenden Fernsehprogramm „Schnappschüsse“, die kurz von den aktuellen Ereignissen rund um die Familie Brunner berichten. Sie verweisen zugleich auf die zweite Plattform der Erzählung, das Internet.
Drehorte waren u. a. in Altlußheim, Neulußheim, Mannheim, Weinheim, Karlsruhe und Heidelberg. Gedreht wurde mit den damals neuen Digitalkameras vom Typ Canon EOS C300 PL und bei Umgebungslicht; auf Scheinwerfer wurde verzichtet.

## Kritiken
- Stern, Ein Kommentar von Carsten Heidböhmer: „Fast jeder meckert über das Fernsehprogramm – und wenn es etwas Tolles gibt, schaltet keiner ein, wie bei „Zeit der Helden“.“[5]
- Frankfurter Allgemeine, Ein Kommentar von Jan Wiele: „Midlife-Krise in Echtzeit. […] Zu bestaunen sind deutsche Durchschnittsmenschen und ihre Luftschlösser: absolut sehenswert und superkomisch.“[6]

## Auszeichnungen
- 2013: Deutscher Fernsehpreis in der Kategorie Beste Serie
- 2014: Grimme-Preis an Beate Langmaack und Daniel Nocke (Buch), Kai Wessel (Regie), Volker Heise, Thomas Kufus und Martina Zöllner (Idee und Konzeption) sowie Julia Jäger und Oliver Stokowski (Darstellung, stellvertretend für das Ensemble)